# 雍翠豪園
雍翠豪園（英語：Greenfields），位於香港新界元朗市地段463號、鳳翔路與鳳琴街交界。地契指明地下用作停車場用途，1-46樓為住宅用途。園內設有46層住宅大樓兩幢，每層6戶，共設480個住宅單位，69個車位，在1999年落成。

## 背景
雍翠豪園在1994年由信和集團牽頭，帶領12家香港發展商（包括有：中國海外發展、嘉里建設、廣生行（華人置業和鄭裕彤私人企業合營）、恆隆地產、恆基兆業、長江實業、發展置地（凱德集團前身）、南豐集團、新世界發展、百利保控股、新鴻基地產及太古地產）成立的 Moricrown Ltd. 聯手投得土地使用權至2047年6月30日。項目由黃興華建築師設計，晃安建築工程公司承建，屋苑管理由牽頭發展商信和集團轄下公司負責。
物業設施包括住客會所、游泳池、網球場等。

## 毗鄰
- 元朗消防局
- 元朗救護站
- 佛教榮茵學校
- 基督教宣道會徐澤林紀念小學
- 朗晴居
- 聖公會白約翰會督中學
- 中華基督教會基朗中學

## 圖集

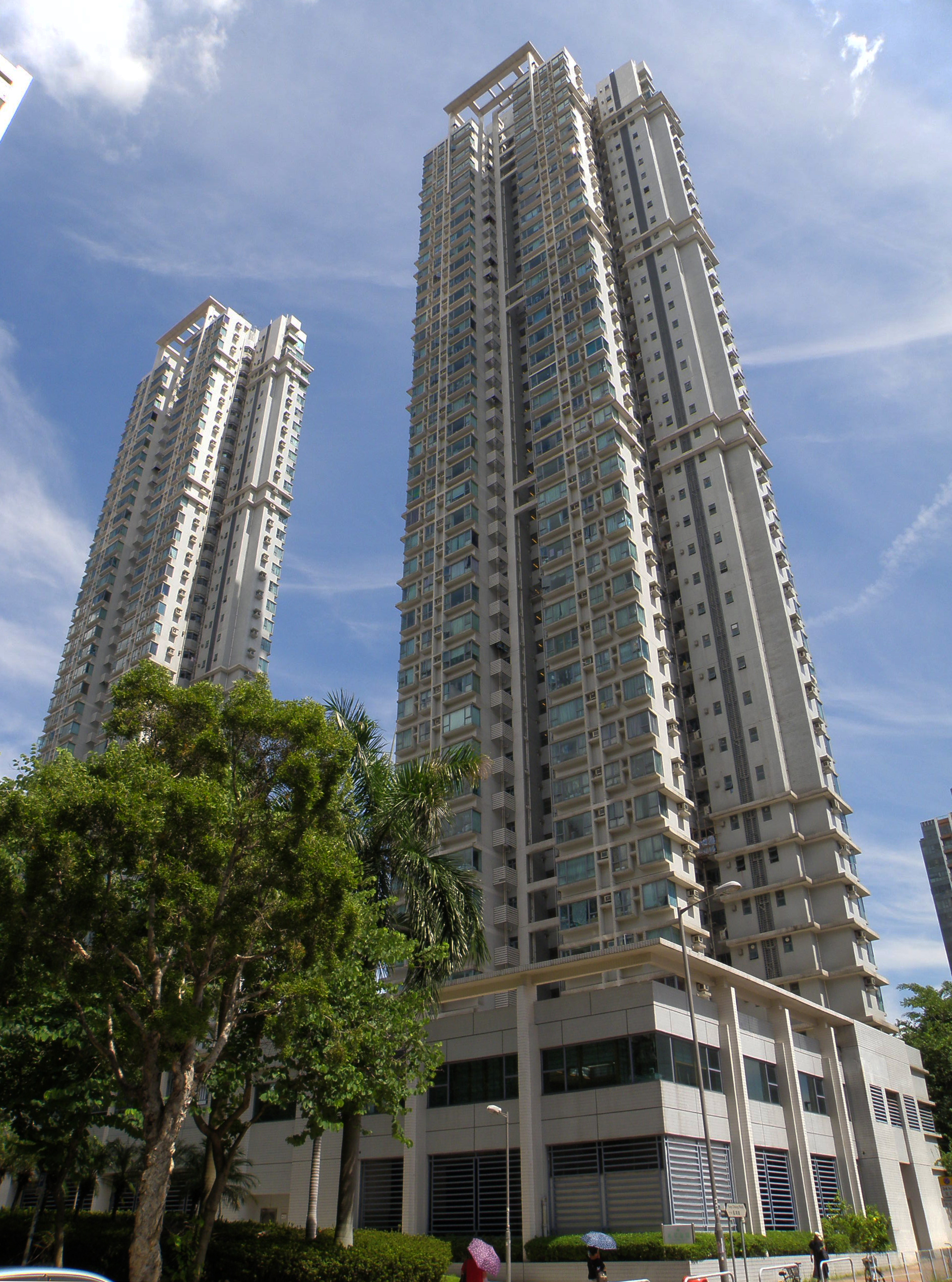
雍翠豪園向北單位及基座設施

## 外部連結
- 雍翠豪園用料不遜色 （页面存档备份，存于）
- 靚則王：雍翠豪園230萬上車 （页面存档备份，存于）